# Frank luksemburski
Frank luksemburski – jednostka monetarna Luksemburga, będąca w obiegu w latach 1854–2002, zastąpiona przez euro. 1 frank luksemburski był równy 100 centymom.

## Historia
Frank luksemburski został wprowadzony w 1854 i był powiązany z frankiem belgijskim. W 1940 r. po zajęciu Luksemburga przez Niemcy, frank został zastąpiony przez reichsmarkę. W 1944 r. ponownie wprowadzono franka luksemburskiego, który znów został powiązany z frankiem belgijskim.